# Christianshavns Kanal
Christianshavns Kanal är en 1 375 m lång kanal genom stadsdelen Christianshavn i Köpenhamn.